# George Canning
George Canning (11. duben 1770 – 8. srpen 1827) byl britský státník a politik, který zastával funkci ministra zahraničí a krátce i premiéra.

## Mládí
Canning se narodil 11. dubna 1770 v Londýně. Jeho otec George Canning byl neúspěšný obchodník s vínem a právník, který se vzdal rodinného dědictví na oplátku za splacení svých dluhů. Později rodinu opustil a zemřel v chudobě. Canningova matka byla divadelní herečkou.
Cannig projevoval neobvyklou inteligenci a tak rodinný přítel přesvědčil jeho strýce Stratforda Canninga, aby podporoval jeho vzdělání. Canning tak studoval na Eton College a Christ Church v Oxfordu. Na škole se seznámil mimo jiné s Robertem Jenkinsonem a vydobyl si pověst schopného řečníka.

## Politická kariéra
Stratford Canning byl Whig a seznámil George Canninga s některými prominentními členy této strany, například s Charlesem Jamesem Foxem. Podobně jako jiní mladí Whigové se ale Canning pod vlivem extrémního radikalismu francouzské revoluce přiklonil ke konzervativizmu. Když pak vstupoval do politiky, stal se jeho patronem William Pitt mladší. S jeho pomocí se stal roku 1793 poslancem Dolní sněmovny.
Canning se rychle prosadil v britské politice jako schopný řečník. Jeho projevy v parlamentu a jeho písemné komentáře dávaly Pittovým příznivcům sílu, kterou dříve postrádali. Výsledkem jeho schopností a charismatu bylo vytvoření skupiny politických spojenců. V únoru 1792 získal první pozici ve vládě jako zástupce ministra zahraničí. Roku 1799 byl jmenován do funkce pokladníka armády, ale po Pittově odstoupení rezignoval a následoval ho do opozice. Do vlády se znovu vrátil roku 1804 jako pokladník námořnictva.
Ve vládě Williama Cavendish-Bentincka byl dosazen do funkce ministra zahraničí. V této pozici byl zodpovědný za politiku země v době napoleonských válek a mimo jiné také odsun portugalské královské rodiny do Brazílie.
Roku 1812 po atentátu na Spencera Percevala mu nový premiér Robert Jenkinson nabídl místo ministra zahraničí, ale ten ho odmítl, protože chtěl být předsedou dolní komory parlamentu a nechtěl být ve vládě se svým politickým sokem Castlereaghem. Krátce sloužil jako velvyslanec v Portugalsku a po návratu do země se roku 1816 stal prezidentem kontrolního úřadu Východoindické společnosti (1816–1821).
Roku 1822, po sebevraždě Castlereagha, ho Canning nahradil ve funkci ministra zahraničí i předsedy dolní komory parlamentu. V druhém období ve funkci ministra zahraničí se snažil zabránit tomu, aby se Jižní Amerika dostala do sféry vlivu Francie. Podporoval také narůstající kampaň propagující zákaz otroctví.

### Premiér
Roku 1827 se zdravotní stav premiéra Jenkinsona zhoršil. Canning byl vybrán Jiřím IV. jako jeho nástupce, který ho upřednostnil vůči Arthuru Wellesleymu i Robertu Peelovi. Žádný z této dvojice nechtěl být ve vládě pod Canningem a Toryové se tak rozdělili na dvě části. Canning tak musel do vlády přizvat několik Whigů.
Jeho zdravotní stav se ale rychle zhoršoval a 8. srpna 1827 zemřel a byl pohřben ve Westminsterském opatství. Canningovo funkční období čítající 119 dní bylo až do vlády Lizz Trussové (2022) nejkratším obdobím v historii tohoto úřadu.